# Gottesschatten (ägyptische Mythologie)
Gottesschatten (auch Gotteszelt, Gotteshalle, Gotteshaus, Gottestempel) ist ein altägyptischer Begriff aus der altägyptischen Mythologie und bezeichnet eine Zelthütte. Bereits im Alten Reich sind in Verbindung von Erntefesten tragbare Gottesschatten belegt. 
Der Gottesschatten war als Barkenheiligtum der entscheidende Ort der feierlichen Titulaturverkündung des Thronnamens. Die Könige zogen nach Empfang der Königsinsignien in einer Barke sitzend zum Gebäude des Gottesschattens, um nach Ausrufung des Thronnamens die Krönung zu vollziehen.

## Hintergrund

### Altes Reich
Die Könige führten während der Ernteprozessionen neben den Götterstatuen, beispielsweise Renenutet und Min, ein Zelt mit sich, um an den jeweiligen Feld-Haltepunkten die Götterbilder darunter aufzustellen. Das Zelt selbst wurde zuvor unter einem Baldachin aufgebaut, weshalb sich aus dieser Konstruktion der Name Zelthütte beziehungsweise Gottesschatten ableitete.
Auf dem Komplex der Djoser-Pyramide finden sich im Bereich des Sedfest-Hofs Scheinkapellen, deren Form die steinerne Nachbildung des Gottesschatten darstellt, um diesen dem Pharao zur jenseitigen Verwendung zur Verfügung zu stellen.

### Mittleres- und Neues Reich

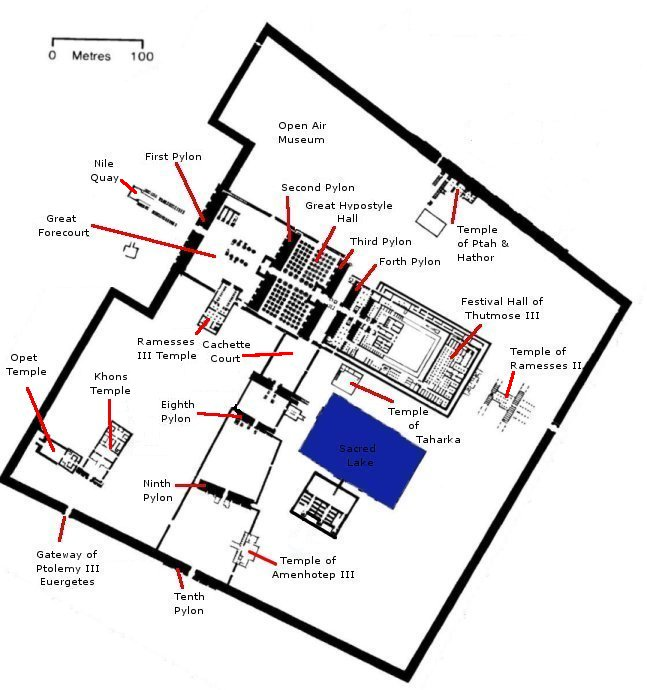
Lageplan des Amun-Re Tempels in Karnak

Im Mittleren- und Neuem Reich wurden die alten Zelthütten durch massive Stationstempel ersetzt, an denen die Prozessionszüge stoppten und die traditionellen Riten vollzogen. Zu den Kultgegenständen gehörte unter anderem Zelt und Baldachin, die den Gottesschatten symbolisch darstellten.
Thutmosis I. errichtete östlich hinter dem vierten Pylon eine Säulenhalle sowie einen weiteren kleinen Pylon. Vor dem vierten Pylon stellte Thutmosis I. die ersten Obelisken für den Tempel des Amun-Re in Karnak auf. Das nicht mehr erhaltene Gottesschatten-Barkenheiligtum des Thutmosis I. lag wahrscheinlich zwischen den Obelisken und der Säulenhalle. Auch Hatschepsut ließ dort ihren Thronnamen verkünden, ehe sie gemeinsam mit Thutmosis III. ein neues Barkenheiligtum des Gottesschattens mit Namen „Treppe des Amun-Re“ in unmittelbarer Nähe zum Tempel des Kamutef erbaute. Im dort neu errichteten Gottesschatten des Amun-Re als Götterkönig fanden ergänzend die Zeremonien des Min-Festes statt.